# Вільям Конгрів, 2-й баронет
Сер Вільям Конґрів, 2-й баронет (англ. Sir William Congreve; 20 травня 1772, графство Кент - 16 травня 1828, м. Тулуза, Франція) — англійський військовий, видавець, підприємець і винахідник, піонер ракетної артилерії, відомий як винахідник ракет Конгріва. Член Парламенту Великої Британії від партії торі.

## Біографія
Вільям Конґрів — старший син Ребеки Елмстон і генерал-лейтенанта сера Вільяма Конґріва, 1-го баронета (див. — Вільям Конгрів старший), наглядача Королівських лабораторій Королівського Арсеналу. Виріс у графстві Кент, Англія. Здобув освіту в школі 
Newcome's school в Хакні, Wolverhampton Grammar School і Singlewell School в Кенті. Вивчав право в Коледжі Святої Трійці у Кембриджі, здобувши ступінь бакалавра мистецтв в 1793 році і магістра в 1796 році. У 1814 році зведений у гідність Другого баронета Конґріва.
У 1803 році вступив до добровольчого кавалерійського полку the London and Westminster Light Horse. Також тоді знаний як лондонський бізнесмен, що видавав полемічну газету Royal Standard and Political Register, яка підтримувала політику партії торі. За наклеп проти нього в 1804 році Конґрів відмовився від видавництва і зайнявся винахідництвом.
Вперше Конґрів продемонстрував порохові ракети у Королівському Арсеналі у 1805 році. Перша спроба бойового застосування була здійснена того ж року для нападу на французьке місто Булонь, але сильний шторм не дав виконати завдання. Друга спроба використання ракет здійснена 8 листопада 1806 у нападі на Булонь з моря. Зброя зарекомендувала себе дуже добре, місто серйозно постраждало від пожеж, спричинених ракетами Конґріва. В 1809 Парламент уповноважив Конґріва сформувати дві ракетні бригади для британської армії. Однією з них Конґрів командував у Битві народів під Лейпцигом 1813 року. Після битви під Лейпцигом  нагороджений орденом Святого Георгія у 1813 році.
Ракети Конґріва використовувалися і в низці інших битв Наполеонівських воєн, так само як і в Англо-американській війні 1812—1815 років. Рядок про «червону заграву ракет» американського поета Френсіса Скотта увійшла до гімну США, описуючи їх 25-годинне застосування у 1814 році біля форту Мак-Генрі.
У 1811 році Конґрів був удостоєний звання підполковника Ганноверського артилерійського полку і часто згадується як полковник Конґрів.
Згодом став майор-генералом тієї ж армії.
З 1814 року і до смерті Конґрів обіймав посаду наглядача Королівської лабораторії у Вулвічі.
У 1816 році він став Лицарем Командором Королівського Гвельфського ордену.
У 1821 році король Швеції нагородив його Орденом меча. 
Після життя з коханкою і народження двох незаконнонароджених синів він одружився в грудні 1824 року у Весселі, що у Пруссія, на Ізабеллі Карвалью (або Шарлотті), молодій жінці португальського походження та вдові Генрі Нісбетта МакЕвоя. У них було двоє синів і дочка.
У 1824 році Конґрів став генеральним управителем «Англійської асоціації газового освітлення на континенті», великого підприємства з виробництва газу для кількох міст материкової Європи, включаючи Берлін.
У наступні роки він став бізнесменом і був головою Банку справедливої позики (Equitable Loan Bank), директором Аригнської залізно-вугільної компанії (Arigna Iron and Coal Company), Паладієвої страхової компанії (Palladium Insurance Company) і Перуанської гірничодобувної компанії  (Peruvian Mining Company).
Після того, як у 1826 році проти Конґрів почалася велика справа про шахрайство у зв'язку з Аригнською компанією, він втік до Франції, де тяжко захворів. Конґрів був притягнутий до відповідальності за його відсутності, лорд-канцлер остаточно постановив, безпосередньо перед смертю Конґріва, що транзакція була «явно шахрайською» і призначена для отримання прибутку Конґріва та інших.
Конґрів помер у Тулузі, Франція, у травні 1828 року у віці 55 років і був похований там на протестантському та єврейському кладовищі Шемен-дю-Беарне.

## Ракета Конґріва

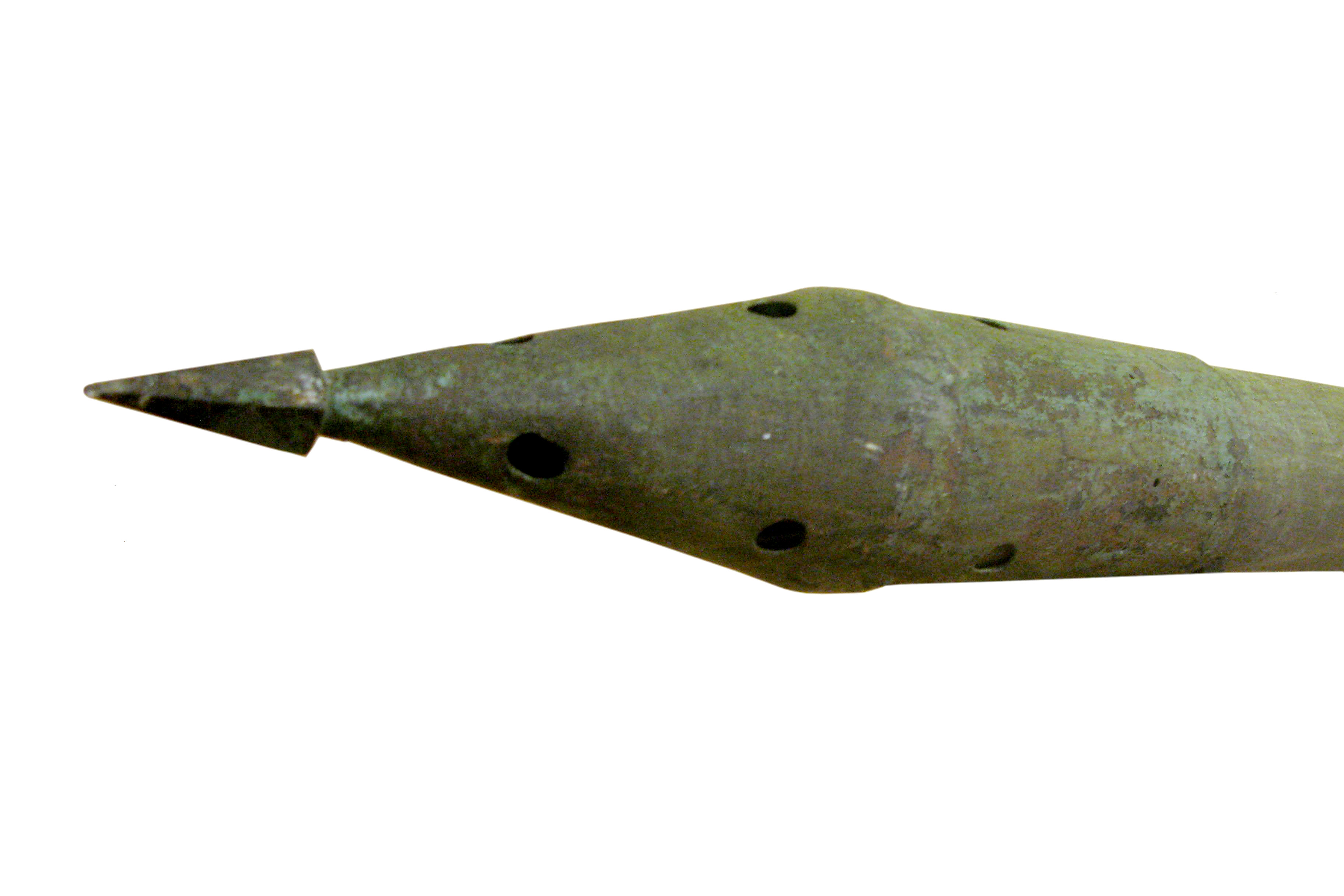
Перші версії ракети Конгріва часів наполеонівських війн, Військово-морський музей, Париж

До 1850-х років ракети Конґріва були в арсеналі Сполученого Королівства.

## Публікації
У 1807 році Конґрів опублікував «Короткий звіт про походження та прогрес реактивних систем» (A Concise Account of the Origin and Progress of the Rocket System). В 1814 вийшла його робота «Детальна інформація про ракетну систему» (The details of the rocket system). У 1827 році в Лондоні опубліковано «Ракетну систему Конгріва» (The Congreve Rocket System).
Інші його публікації:
- 1812 - Елементарний трактат зі встановлення морської артилерії (An Elementary Treatise on the Mounting of Naval Ordnance);
- 1815 - Опис гідропневматичного замка (A Description of the Hydropneumatical Lock);
- 1819 - Новий принцип парового двигуна (A New Principle of Steam-Engine);
- 1819 - Відновлення платежів (Resumption of Cash Payments);
- 1819 - Системи валюти (Systems of Currency).

## Пам'ять
У 1970 р. Міжнародний астрономічний союз надав ім'я Вільяма Конґріва кратеру на зворотній стороні Місяця.